# اقتصاد ثنائي
الاقتصاد الثنائي هو عبارة عن تواجد نظامين اقتصاديين منفصلين في داخل دولة واحدة. تعتبر أنظمة الاقتصاد الثنائية أمرا شائعا في الدول النامية، حيث يوجه أحد الأنظمة إلى الحاجات المحلية والآخر إلى سوق التصدير العالمي.